# Iais singaporensis
Iais singaporensis är en kräftdjursart som beskrevs av Menzies och Barnard 1951. Iais singaporensis ingår i släktet Iais och familjen Janiridae. Inga underarter finns listade i Catalogue of Life.